# Alessandro Rossi
Pour les articles homonymes, voir Rossi.
Alessandro Rossi, né le 10 août 1967 à Rimini, est un homme politique saint-marinais. Il est capitaine-régent du 1er avril au 1er octobre 2007 avec Alessandro Mancini, et de nouveau du 1er avril au 1er octobre 2024 avec Milena Gasperoni.